# Thelocactus conothelos
Espèce
Synonymes
- Echinocactus macdowellii
- Echinomastus macdowellii
- Neolloydia macdowellii
- Thelocactus macdowellii

Statut de conservation UICN

 LC  : Préoccupation mineure
Statut CITES
Thelocactus conothelos est une espèce de plantes à fleurs de la famille des Cactaceae. C'est une plante succulente trouvée au Mexique.

## Répartition
Elle est endémique dans les États de Coahuila de Zaragoza et de Nuevo Leon au Mexique. Elle est cultivée dans le monde entier comme plante ornementale.